# Xestaea lisianthoides
Xestaea es un género monotípico de plantas con flores perteneciente a la familia Gentianaceae. Hay debate entre los expertos sobre la equivalencia de este género con Schultesia. Su única especie: Xestaea lisianthoides Griseb., es originaria de  Panamá y Venezuela.

## Descripción
Son hierbas con un tamaño de (5-)15-50(-100) cm; tallos teretes, erectos, sin ramificar o esparcidamente ramificados, las ramas fuertemente ascendentes. Hojas más aglomeradas hacia la base; láminas 1-4-12 × 0.5-3(-6) cm, ovadas, ovado-elípticas, elípticas, oblongas a obovadas, delgadamente cartáceas cuando secas, la base atenuada a anchamente amplexicaule, el ápice agudo a cortamente acuminado; nervaduras laterales pinnadas, 4-6 pares, inconspicuos. Inflorescencias axilares y terminales, en dicasios simples o compuestos, de pocas o muchas flores; pedicelos 1-10 mm; brácteas c. 20 × 5 mm, angostamente ovadas. Flores 10-17 mm; cáliz 6-7 mm, el tubo 1 mm o menos, somero, los lobos separados casi hasta la base, carinados, los márgenes membranáceos; corola 10-17 mm, rosado claro a rosado intenso, lavanda o pardo-rojiza, los lobos 2-4 × 2-3 mm, triangulares, el ápice agudo; estambres 4-5 mm, insertados medialmente en el tubo de la corola, los filamentos 3-3.5 mm, las anteras c. 1.5 mm con un mucro 2-3 mm, inconspicuo; ovario 4-5 × c. 2.5 mm, fusiforme, el estilo 2-3 mm, los lobos del estigma c. 1 × 0.5 mm, oblongos. Cápsulas 6-9 × 2-3 mm, fusiformes; semillas c. 0.5 mm, irregulares.

## Taxonomía
Xestaea lisianthoides fue descrita por  August Heinrich Rudolf Grisebach y publicado en Linnaea 22: 36–37. 1849.
Sinonimia
- Schultesia lisianthoides (Griseb.) Benth. & Hook.f. ex Hemsl.[1]
- Deianira divaricata Gardner ex Benth. & Hook.f.
- Schultesia peckiana B.L. Rob.[2]